# Laboratorium Cholod

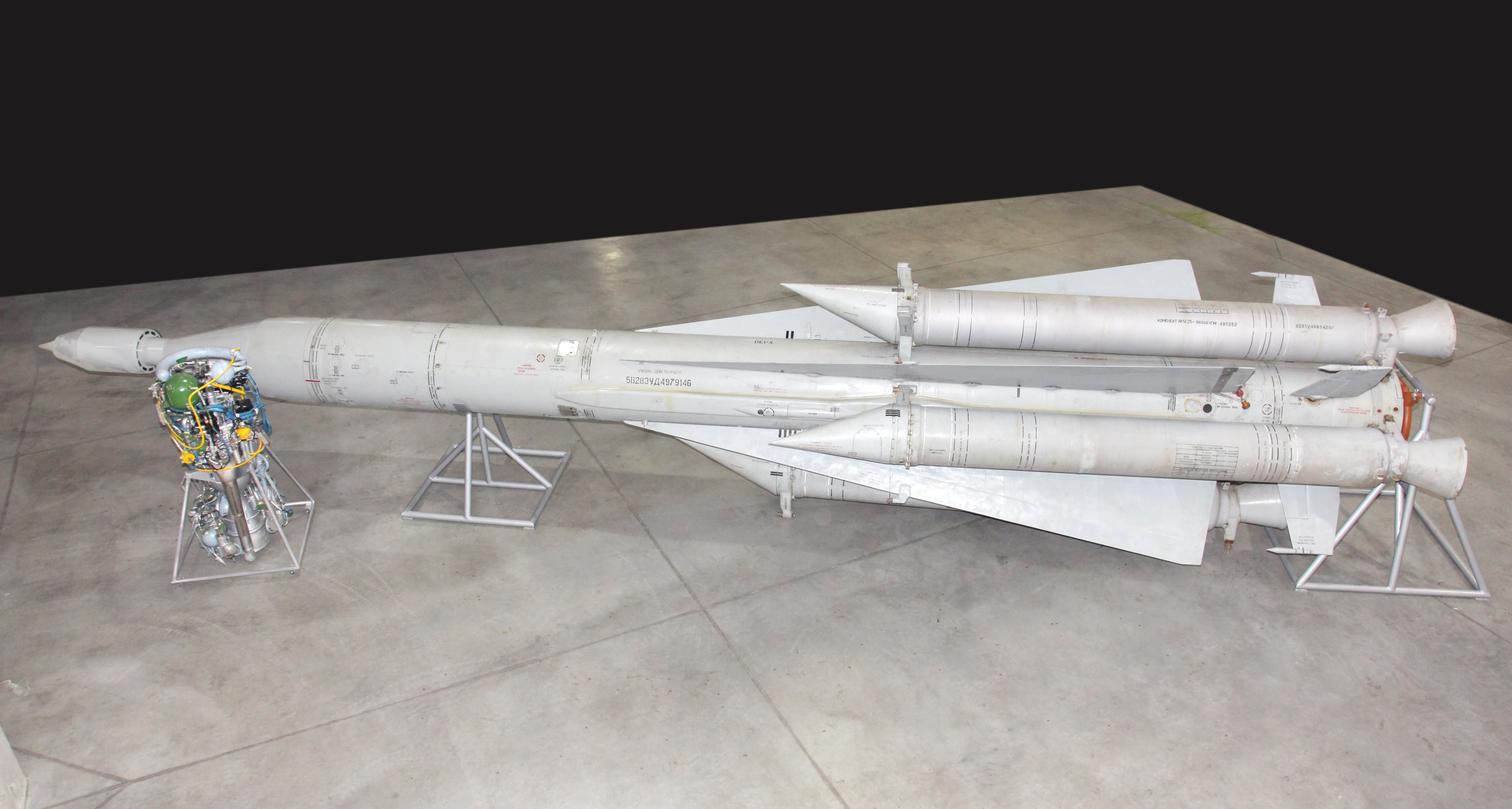
Experimentalrakete 5W28EUD mit dem Laboratorium „Cholod“

Das Hyperschallschnelle Fluglaboratorium „Cholod“ (russisch Гиперзвуковая летающая лаборатория «Холод» „Kälte“) war ein am ZIAM entwickeltes sowjetisches/russisches unbemanntes Fluggerät, mit dem das weltweit erste Hyperschall-Staustrahltriebwerk getestet werden sollte.
Für die Anfangsbeschleunigung des „Cholod“ diente eine von dem Luftabwehrsystem S-200 abgeleitete Experimentalrakete 5W28EUD (russisch 5В28ЭУД, ЭУД steht für Experimentalnaja Utschebno-Dejstwujuschtschaja), bei der anstelle des Sprengkopfes das Hyperschalltriebwerk E-57 montiert war. Der Tank für den flüssigen Wasserstoff war in der Experimentalrakete eingebaut. Im Staustrahlbetrieb zog das Triebwerk die Rakete, während die Abgase diese umströmten.

## Geschichte
Das Programm „Cholod“, das in der Sowjetunion Ende der 1970er-Jahre startete, wurde nach Zusammenbruch des Sowjetunion und fehlender Finanzierung zunächst abgebrochen und später – teilweise durch die USA und Frankreich finanziert – wieder aufgegriffen. Die Projektergebnisse wurden beim Entwurf der Boeing X-43 genutzt.
Von 1991 bis 1999 erfolgten in Sary-Schagan fünf Teststarts. Die maximal erreichte Geschwindigkeit betrug 1855 m/s (Mach 6,49), die Flughöhen 22 bis 35 km. Die maximale Arbeitszeit des Staustrahltriebwerks E-57 betrug 77 Sekunden, wobei das Triebwerk mehrmals aus- und eingeschaltet werden konnte.